# Калинівська сільська рада (Самбірський район)
Калинівська сільська рада — орган місцевого самоврядування у Самбірському районі Львівської області. Адміністративний центр — село Калинів.

## Загальні відомості
Калинівська сільська рада утворена 19 жовтня 1994 року.

## Населені пункти
Сільській раді підпорядковані населені пункти:
- с. Калинів
- с. Кружики

## Склад ради
Рада складається з 12 депутатів та голови.

### Керівний склад ради
| ПІБ                    | Основні відомості                                                 | Дата обрання | Дата звільнення |
| ---------------------- | ----------------------------------------------------------------- | ------------ | --------------- |
| Чулик Оксана Василівна | Сільський голова, 1963 року народження, освіта вища, позапартійна | 26.03.2006   | 31.10.2010      |
| Чулик Оксана Василівна | Сільський голова, 1963 року народження, освіта вища, позапартійна | 31.10.2010   |                 |

Примітка: таблиця складена за даними джерела